# Napeocles jucunda
Genre
Espèce
Napeocles jucunda est une espèce sud-américaine d'insectes lépidoptères (papillons) de la famille des  Nymphalidae.
Elle est l'unique représentante du genre monotypique Napeocles.